# Bantu FC
Der Bantu Rovers FC ist ein lesothischer Fußballverein aus Mafeteng, der in der 1. Liga spielt.

## Geschichte
Der Verein wurde 1927 gegründet und ist einer der erfolgreichsten Klubs der letzten Jahre. Zu den acht nationalen Pokalerfolgen gewann der Verein 2014, 2017, 2018 und 2020 sowie 2023 die Meisterschaft der Lesotho Premier League. Durch die Erfolge qualifizierte er sich mehrmals für die afrikanischen Wettbewerbe, wo er aber meist früh ausschied.

## Erfolge
- Meisterschaften: 5
  - Lesothischer Meister: 2014, 2017, 2018, 2020, 2023
- Pokalsiege: 8
  - Lesothischer Pokalsieger: 1963, 1993, 1997, 2011, 2012, 2013, 2015, 2017

## Statistik in den CAF-Wettbewerben
| Wettbewerb                    | Runde    | Gegner                | Hinspiel           | Rückspiel          |  |
| ----------------------------- | -------- | --------------------- | ------------------ | ------------------ |  |
|                               |          |                       |                    |                    |  |
| African Cup Winners’ Cup 1994 | Vorrunde | Black Africa Windhoek | kampflos für Bantu | kampflos für Bantu |  |
|                               | 1. Runde | Witbank Black Aces    | 1:6 (A)            | 1:2 (H)            |  |
| African Cup Winners’ Cup 1998 | Vorrunde | Notwane FC            | 1:4 (A)            | 0:4 (H)            |  |
| CAF Champions League 2015     | Vorrunde | AS Mangasport         | 0:1 (A)            | 0:0 (H)            |  |
| CAF Champions League 2018     | Vorrunde | Mbabane Swallows FC   | 2:4 (H)            | 3:1 (A)            |  |
| CAF Champions League 2020/21  | Vorrunde | Nkana FC              | 0:1 (H)            | 0:0 (A)            |  |

## Stadion
Der Verein trägt seine Heimspiele im Leshoboro Seeiso Sports Complex in Mafeteng aus. Die Anlage hat ein Fassungsvermögen von 7.000 Personen.

## Bekannte Spieler
- Sunny Jane